# 林加諾爾 (馬里蘭州)
林加諾爾（英語：Linganore）是位於美國馬里蘭州弗雷德里克縣的一個普查規定居民點。

## 人口
根據2020年美國人口普查的數據，林加諾爾的面積為22.18平方千米，當中陸地面積為21.44平方千米，而水域面積為0.74平方千米。當地共有人口12351人，而人口密度為每平方千米556.85人。